# Brachicoma foveata
Brachicoma foveata är en tvåvingeart som först beskrevs av Wulp 1890.  Brachicoma foveata ingår i släktet Brachicoma och familjen parasitflugor. Inga underarter finns listade.